# Magnolia mirifolia
Magnolia mirifolia är en magnoliaväxtart som först beskrevs av D.L.Fu, T.B.Chao och Zhi X.Chen, och fick sitt nu gällande namn av Hans Peter Nooteboom. Magnolia mirifolia ingår i släktet Magnolia och familjen magnoliaväxter. Inga underarter finns listade i Catalogue of Life.